# Punderson Manor Lodge
Le Punderson Manor Lodge est un hôtel américain situé à Newbury (en), dans l'Ohio. Construit en 1929, ce lodge est membre des Historic Hotels of America depuis 2015.